# Elizabeth Dole
Elizabeth (Liddy) Hanford Dole (Salisbury (North Carolina), 29 juli 1936) is een voormalig Amerikaans politica. Zij is lid van de Republikeinse Partij en was namens de staat North Carolina senator. Ook was zij onder president Ronald Reagan minister van Transport en later onder president George H.W. Bush minister van Werkgelegenheid. Zij was de eerste vrouw die namens deze staat gekozen werd in de Senaat. Dole is de voormalige voorzitster van het National Republican Senatorial Committee. Dit comité zet zich er voor in om Republikeinen gekozen te krijgen in de Senaat. Ze is de weduwe van voormalig Amerikaans senator en presidentskandidaat Bob Dole.

## Levensloop
Ze studeerde af van de Duke-universiteit in 1958 en haalde een master aan de Harvard-universiteit en een doctoraat in de rechten aan de Harvard Law School in 1965.
Daarna trok zij naar Washington D.C. als Democraat. Zij werkte aan onderwerpen rond de zorg voor gehandicapten. Dole, die mee had gedaan in de campagne voor Kennedy-Johnson, werkte later onder Johnson in het Witte Huis. Veel Democraten verlieten het Witte Huis toen Richard Nixon aan de macht kwam, maar Dole deed dit niet. Zij werkte van 1969 tot 1973 onder Nixon als Deputy Assistant for Consumer Affairs. In 1973 benoemde Nixon haar voor een zevenjarige termijn in de Federal Trade Commission. In 1975 werd ze lid van de Republikeinse Partij. Ze ging veel uit met senator Robert J. (Bob) Dole en werd zijn tweede vrouw op 6 december 1975. Ze kregen geen kinderen. In 1976 legde ze enkele maanden het werk neer om voor haar man campagne te voeren voor het vicepresidentschap. In 1979 stopte ze helemaal om nu haar man bij te staan in zijn verkiezingscampagne voor het presidentschap.

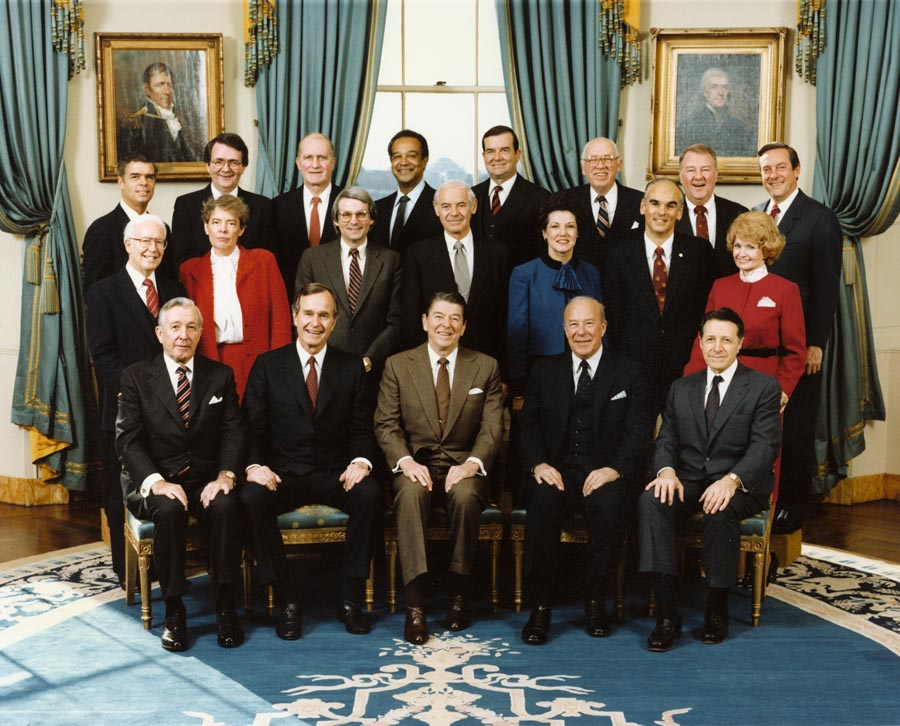
Kabinet-Reagan: Elizabeth Dole staat in de tweede rij, op de derde positie van rechts

Ze diende van 1983 tot 1987 als minister van Transport onder Ronald Reagan, de eerste vrouw op die positie. Haar belangrijkste verdiensten waren het wettelijk verplicht stellen van een derde, hoger geplaatst remlicht en de wet waarin alle snelweg-fondsen werden stopgezet aan staten waar het drinken van alcohol onder de 21 werd toegestaan. Dit werd aangevochten door South Dakota, maar het hoogsgerechtshof oordeelde in het voordeel van Dole.
Van 1989 tot 1990 diende Dole onder George H.W. Bush als minister van Werkgelegenheid. Zij was de eerste vrouw die diende voor twee verschillende presidenten op twee verschillende posten in de regering.
Van 1991 tot 1999 was ze voorzitter van het Amerikaanse Rode Kruis.
Haar echtgenoot overleed op 5 december 2021 op 98-jarige leeftijd aan de gevolgen van longkanker.

## Presidentsrace
Elizabeth Dole deed mee voor de Republikeinse nominatie voor het Amerikaanse presidentschap in 2000, maar moest zich al in oktober 1999 terugtrekken, nog voor de voorverkiezingen, vanwege een gebrek aan fondsen.
In juli 2000, kort voor de Republikeinse conventie in Philadelphia, werd gezegd dat Dole op de shortlist van George W. Bush stond om genomineerd te worden voor het vicepresidentschap. Er waren meerdere kandidaten, maar Dole werd de beste kansen toegedicht. Bush koos echter vrij verrassend voor voormalig minister van Defensie Dick Cheney, die eigenlijk de zoektocht leidde naar een goede vicepresident.

## Senator
In 2002 verhuisde Dole naar North Carolina om mee te doen aan de race voor een vrijgekomen Senaatszetel. Ze versloeg haar opponent Erskine Bowles, voormalig stafchef onder de vroegere president Bill Clinton.
In november 2004, na een Republikeinse overwinning in de Senaat, volgde Dole senator Norm Coleman uit Minnesota op als voorzitter van het National Republican Senatorial Committee. Ze is de eerste vrouw op die post. Tijdens haar periode als voorzitter wist haar Democratische collega Chuck Schumer duidelijk meer geld op te halen en had meer succes met het rekruteren van kandidaten. Bij de novemberverkiezingen in 2006 verloren de Republikeinen zes zetels en daarmee de meerderheid in het congres.
In november 2008 nam Elizabeth Dole het in de verkiezingen voor de Senaat op tegen de Democratische Kay Hagan. Hoewel het aanvankelijk leek alsof Dole haar zetel gemakkelijk zou kunnen behouden, kreeg ze het in de opiniepeilingen voorafgaande aan de verkiezingen steeds moeilijker. Een televisiespot, waarin ze suggereerde dat Hagan geld had aangenomen van een groepering die zich de Godless Americans noemt, viel slecht bij het electoraat. Uiteindelijk won Hagan de Senaatszetel met 53% van de stemmen, tegen Dole met 44%. Dat was het grootste verschil bij een Senaatsverkiezing in North Carolina sinds dertig jaar. Het was ook de grootste nederlaag die bij de Senaatsverkiezingen van 2008 werd geleden.
- Gemeinsame Normdatei: 119507307
- International Standard Name Identifier: 0000 0003 9904 2624
- Library of Congress Control Number: n83062201
- National Archives and Records Administration: 10568276
- Nationale Bibliotheek van Israël: 987007374402905171
- SNAC: w6vz16wr
- Système universitaire de documentation: 101875975
- Biographical Directory of the United States Congress: D000601
- Virtual International Authority File: 50037795
- WorldCat: E39PBJkhH8F4JVdYwBFwc8WRrq